# غالون

وحدات البنزين المستخدمة في العالم:
لتر
الغالون الأمريكي
الغالون الإمبراطوري
لا توجد بيانات

الغالون وحدة قياس للسوائل ويساوي الغالون الأمريكي 3.78 لتر. بينما الغالون الامبراطوري والذي يستخدم في أستراليا وكندا ونيوزيلندا والمملكة المتحدة. يساوي 277,420 بوصة مكعبة، ويعادل 4,546,09 سم مكعب من السوائل (أي نحو 4.5 لتر). كما يساوي هذا الغالون 4 وارتات (أرباع) ويعادل 8 باينتات (أثمان) من السوائل.
أما في الولايات المتحدة وكندا فإن الجالون هو كمية السائل الذي يملأ وعاء يسع 231 بوصة مكعبة. أي أن الجالون الأمريكي يساوي 3,785,411 سنتيمتر مكعب (3.8 لتر). الجالون الأمريكي أصغر من الجالون في المملكة المتحدة.
توجد ثلاثة تعريفات لحجم وحدة الغالون لا تزال مستخدمة في الوقت الحالي وهي:
الغالون الإمبراطوري: يستخدم في المملكة المتحدة وكندا وبعض دول منطقة الكاريبي، ويساوي 4.54609 لتر.
الغالون الأمريكي: يستخدم في الولايات المتحدة الأمريكية وبعض دول أمريكا اللاتينية وبعض دول منطقة الكاريبي، ويساوي 3.785411784 لتر، أو 231 بوصة مكعبة.
غالون جاف: يمثل 1/8 بوشل أمريكي، ويساوي 4.40488377086 لتر.

## الخلفية التاريخية

### في المملكة المتحدة
استخدمت العديد من أنظمة قياس الحجوم في المملكة المتحدة قبل القرن التاسع عشر، كان من بينها وحدة غالون الذرة أو ما عرف بالوينشستر والذي مر بعدة تعريفات، حيث استخدم منذ عام 1601 في عصر الملكة إليزابيث الأولى غالون ذرة يساوي 155.70 أونصة سائلة . تغير تعريف وحدة غالون الذرة أو الوينشستر في عام 1697 فأصبحت تساوي 272 بوصة مكعبة أو 156.9 أونصة سائلة في عهد الملك ويليام الثالث، وابتداءًا من عام 1497 استخدم تعريف جديد للوينشستر أو غالون الذرة في عهد الملك هنري السابع، وكان يعادل 154.80 أونصة سائلة. استخدمت أيضًا وحدة غالون النبيذ الإنجليزي القديم التي توحدت قيمتها في قانون عام 1706 بما يعادل 231 بوصة مكعبة أو 133 أونصة سائلة. كان غالون لندن جيلدهول الذي استخدم قبل عام 1688 يساوي 129.19 أونصة سائلة. أما الغالون الأيرلندي الذي استخدم منذ عام 1495 فكان يعادل حوالي 217 بوصة مكعبة أو 125 أونصة سائلة.
استخدم الغالون الإمبراطوري في الإمبراطورية البريطانية وبعض دول الكومنولث. وقد كان يعتمد حتى عام 1976 على حجم 10 أرطال (4.5359 كجم) من الماء عند درجة حرارة 62 درجة فهرنهايت (17 درجة مئوية)، ويساوي 4.54609 لترًا بالضبط، أو ما يعادل 277.4194 بوصة مكعبة. وكان الباينت الإمبراطوري يساوي ثمن (1/8) قيمة الغالون الإمبراطوري أي ما يعادل 0.56826125 لتر.

## القياسات والأوزان
تحويل الميل البحري إلى بري وكيلو متر والعكس:
الميل البحري = 1.15 ميل بري = 1.85 كيلو متر
الميل البري = 0.87 ميل بحري = 1.61 كيلو متر
الكيلو متر = 0.54 ميل بحري = 0.62 ميل بري
تحويل الغالون الإمبراطوري إلى غالون أمريكي إلى لتر والعكس:
الغالون الإمبراطوري = 1.20 غالون أمريكي = 4.55 لتر
الغالون الأمريكي = 0.83 غالون إمبراطوري = 3.79 لتر
اللتر = 0.22 غالون أمبراطوري = 0.26 غالون أمريكي
| عمود 1                       | عمود 2                           | عمود 3                        |
| ---------------------------- | -------------------------------- | ----------------------------- |
| الميل 1609 متر               | الميل 1760 ياردة                 | الكيلومتر 1000 متر            |
| الكيلومتر 1093 ياردة         | الكيلومتر مربع 0.386 ميل مربع    | الميل المربع 2.59 كيلو مربع   |
| الياردة 3 أقدام              | اليارده 91.44 سنتيمتر            | المتر 100 سنتيمتر             |
| المتر 1.094 ياردة            | المتر 3.281 قدم                  | المتر 39.37 بوصة              |
| السنتيمتر المربع.155 بوصة2   | السنتيمتر المكعب 0.061 بوصة3     | البوصة3 16.387 سم3            |
| المتر المربع 10.764 قدم مربع | الغالون الإمبراطوري 277.42 بوصة3 | الغالون الإمبراطوري 4.546 لتر |
| الغالون الأمريكي 3.78533 لتر | الغالون الأمريكي 231 بوصة مكعب   | الغالون 0.16 قدم مكعب         |
| الرطل 16 أونصة               | الرطل 0.454 كيلو                 | الأونصة 28.35 غرام            |
| الغرام 0.035 أونصة           | الكيلوغرام 2.204 رطل             | الطن المتري 2240 رطل          |
| الطن 1000 كيلو               | الهندرويت 112 رطل                | الهندرويت 50.8 كيلو           |
| الفدان 0.405 هكتار           | الفدان 4840 ياردة2               | الهكتار 2.471 فدان            |

1. عنصر قائمة مرقمة